# متنزه شواطئ سيلكيرك الحكومي
متنزه شواطئ سيلكيرك الحكومي، مساحته 980 فدان (4.0 كم2) يقع في بلدة ريتشلاند في مقاطعة أوسويغو بنيويورك. يقع المتنزه على الشاطئ الشرقي لبحيرة أونتاريو.

## وصف المتنزه
يتميز متنزه شواطئ سيلكيرك الحكومي بشاطئ سباحة على بحيرة أونتاريو ومسارات للمشي لمسافات طويلة ومواقع للتخييم وكبائن. يرتبط المتنزه بإطلاق قارب باين غروف القريب، والذي يوفر الوصول للقوارب الصغيرة إلى نهر السلمون السفلي.
تحمي «منطقة حفظ الطيور» في المتنزه موائل التكاثر للعديد من أنواع الطيور المهددة إقليمياً، بما في ذلك الجريبس ذو المنقار، والمار الأمريكي، وأقل أنواع المرارة، وخطاف البحر الأسود.

## انظرأيضا
- متنزه كومودو الوطني
- متنزه بليستوسين

## روابط خارجية
- New York State Parks: Selkirk Shores State Park
- New York State Parks: Pine Grove Boat Launch